# Museo diocesano d'arte sacra (Volterra)
Il Museo diocesano d'arte sacra si trova a Volterra (Pisa), all'interno della Chiesa di Sant'Agostino, piazza XX Settembre.

## Storia

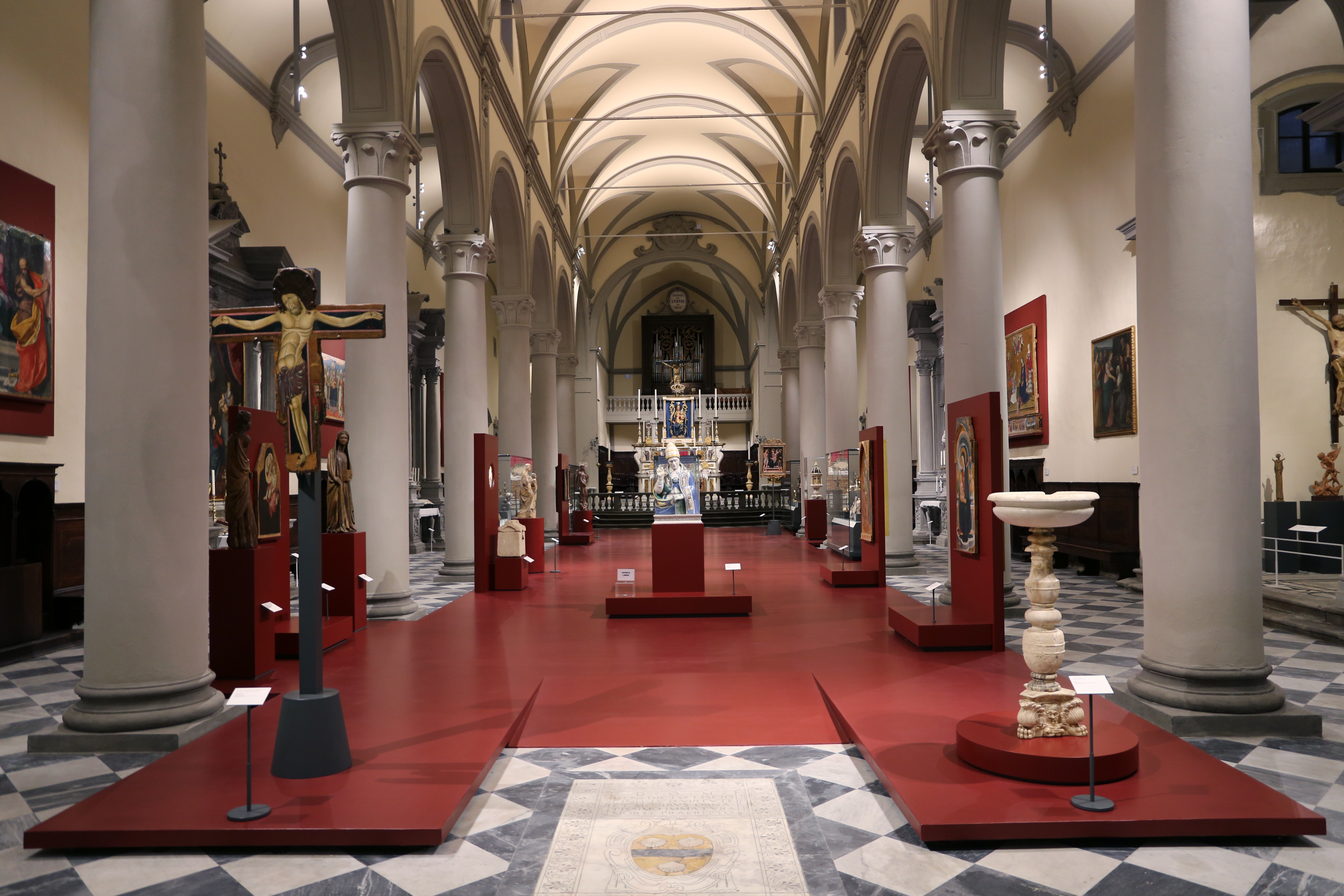
L'allestimento nella chiesa di Sant'Agostino

Auspicato da Corrado Ricci ai primi del XX sec., fu costruito e aperto il 20 dicembre 1932 grazie al Canonico Maurizio Cavallini, che curò la raccolta degli oggetti e la disposizione nei locali del Palazzo Vescovile di Via Roma, sede gravemente danneggiata nel 1944 da pesanti bombardamenti durante la seconda guerra mondiale; il Museo restò chiuso per vari anni. Successivamente la Sovrintendenza ne curò il restauro ed il nuovo allestimento, riuscendo così a riaprirlo il 4 giugno 1956.
Rimasto chiuso negli anni ‘80 per interventi strutturali e per dotarlo dei necessari impianti di allarme e antincendio, il Museo fu riaperto al pubblico il 19 dicembre 1992.

Nel 2017, dopo importanti lavori di restauro, è stato trasferito nella monumentale chiesa di Sant'Agostino a seguito del lascito testamentario della signora Franca Paoletti Adamo, con solenne inaugurazione avvenuta il 30 giugno.

## Percorso espositivo e opere
Il museo conserva opere d'arte e suppellettile liturgica proveniente sia dalla Basilica Cattedrale, sia da altre chiese del territorio diocesano.
Museo dall'innovativa concezione in una nuova sede: Chiesa di Sant'Agostino, non volutamente sconsacrata, che forma un tutt'uno con la collezione museale; parte di storia che si somma a quella delle opere. Oggetti che tornano così nel contesto e nella funzione per la quale sono stati creati, posti dove l'uso e la tradizione li ha da sempre destinati. Ed ecco il perché di un percorso totalmente libero nell'Arte e, per chi vuole, un possibile percorso catechetico.
L'allestimento museografico ha il compito di costruire un senso - Universale -, nella stessa comunità che ancora conserva le opere, affidate al territorio che da sempre le ha ospitate, aperto a Tutti coloro per cui "Esperienza" non è il solo "Vedere" ma "Sentire" nella sua più profonda e intima accezione.

### Opere pittoriche
Tra le principali:
- Domenico di Michelino, attr.,-Madonna in trono tra i santi Cosma, Damiano, Lorenzo, Antonio, Girolamo e Francesco-,olio su tavola, XV sec..
- Benvenuto di Giovanni, - Annunciazione e i santi Michele Arcangelo e Caterina d'Alessandria-,tempera su tavola, 1466.
- Giovanni Paolo Rossetti, - Madonna in trono col Bambino tra i santi Francesco, Chiara, Lorenzo e Giovanni Evangelista-,  olio su tavola, 1541.
- Giovan Battista di Jacopo (detto Rosso Fiorentino), - Madonna in trono tra i santi Giovanni Battista e Bartolomeo, (Pala di Villamagna), olio su tavola, 1521.
- Baldassarre Franceschini (detto il Volterrano),- Madonna Assunta -, olio su tela, 1631.
- Daniele Ricciarelli, - Madonna in trono col Bambino tra i santi Pietro e Paolo - olio su tavola, 1545.
- Stefano di Antonio Vanni, - Crocifissione con san Romualdo, la Vergine, santa Maria Maddalena - affresco proveniente dalla Badia Camaldolese di Volterra (Pi), XV sec..

### Reliquiari
Tra i principali:
- Busto raffigurante Sant'Ottaviano, Antonio del Pollaiolo, argento e rame dorato, 1470
- Testa reliquario di San Vittore, Maestranze Francesi, rame dorato, XII sec.
- Cofanetto reliquiario dei ss. Innocenti, Wenzel Jamnitzer, bronzo dorato, XVI sec.
- Crocifisso, Giambologna, bronzo dorato, XVI sec.
- Croce astile, attr. Antonio del Pollaiolo, argento dorato sbalzato e smalti, (?)
- Croce del Capitolo con Cristo Triunphans, rame dorato, XII sec.
- Pissidi, calici, ostensori, carteglorie, palmatoria, pace, campanello, formale

### Paramenti sacri
- Sacro Pallio, privilegio concesso "in perpetuum" ai Vescovi di Volterra dal Papa Pio IX con la bolla "Ubi primum placuit" del primo agosto 1856.
- Pianeta, secondo quarto del XVII sec.
- Pianeta, taffettas laminato del XVII sec.

### Antifonari
- Due Antifonari diurni,  redatti da frate Agostino di San Gimignano, da cui: "Come per il navigante è dolce l'approdo in un porto così per il calligrafo la stesura dell'ultimo versetto [...]. Per la conclusione del lavoro lodiamo e rallegriamoci nel Signore. Questo Antifonario che appartiene alla Cattedrale di Volterra è stato terminato l'ultimo giorno di febbraio nell'anno del Signore 1299"
- Libri corali per il servizio liturgico dei canonici della cattedrale

### Opere di vario genere di artisti locali
Per meglio ancora sottolineare lo strettissimo legame con il territorio, sono presenti vari manufatti in alabastro dal XVI al XXI secolo di pregiata fattura e qualità di pietra, tipicamente locale. Tra gli artisti: Carlo Lazzeri, Giovanni Ticciati, Flavio Melani, Renato Casini, Luca Tani, Raffaello Consortini, Giovanni Cassioli, Aldo Del Colombo.